# Emilio Homps
Emilio Carlos Homps (San Pedro, 28 de septiembre de 1914 - Olivos, 2 de noviembre de 2012) fue un regatista argentino que ganó la medalla de plata en los Juegos Olímpicos de Londres 1948 en la clase R 6 metros con el yate Djinn, en equipo con los hermanos Julio Christian Sieburger (56 años) y Enrique Conrado Sieburger (50 años), el hijo de este último Enrique Adolfo Sieburger (24 años), Rufino Rodríguez de la Torre (47 años) y Rodolfo Rivademar (20 años). También fue jugador de rugby, perteneciente al Olivos Rugby Club.

## Biografía
La familia de Emilio Homps es originaria de la ciudad de San Pedro, donde se destacó como nadador cuando era joven.
En 1929, se radicó en Vicente López, practicando remo en el club Regatas La Marina, rugby en el Olivos Rugby Club y yachting en el Yacht Club Olivos.
Falleció el 2 de noviembre de 2012, a los 98 años, en la ciudad de Buenos Aires.

## Medalla de plata en los Juegos Olímpicos de 1948

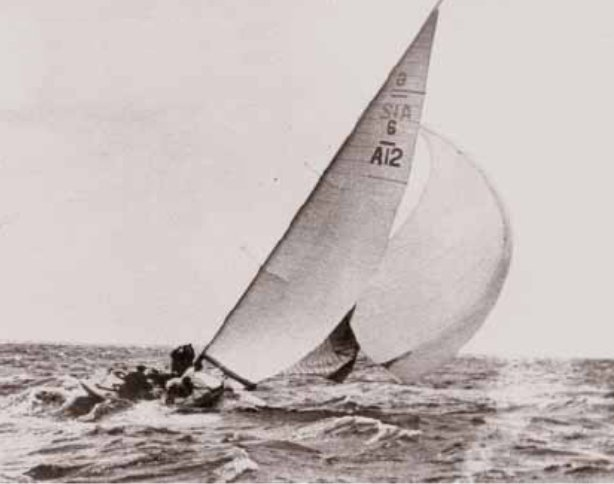
El Djinn, yate con el cual la tripulación argentina que integró Emilio Homps, obtuvo la medalla de plata en los Juegos Olímpicos de Londres 1948.

En los Juegos Olímpicos de Londres 1948 el equipo de yachting argentino, integrado por Julio Sieburger (56 años y atleta de mayor edad de la delegación olímpica argentina), su hermano Enrique Conrado Sieburger (50 años), su sobrino Enrique Adolfo Sieburger (24 años), Emilio Homps, Rufino Rodríguez de la Torre (47 años) y Rodolfo Rivademar (20 años), ganó la medalla de plata en la clase 6 metros, con el yate Djinn.
El Djinn, cuyo nombre obedecía a un geniecillo de las sagas nórdicas vikingas, había sido construido en 1938 en el Astillero Nevins Yard Inc. de City Island, en el Estado de Nueva York, de los Estados Unidos, y fue diseñado por Sparkman & Stephens, por encargo de Henry Sturgis Morgan. El Djinn había tenido un historial competitivo notable, ganando en 1938 la Roosevelt Memorial Cup y la Prince of Wales Cup, y en 1947 ganando la Seawanaka Cup en Escocia, integrando el equipo estadounidense. En 1948, ante la proximidad de los Juegos Olímpicos, Rufino Rodríguez de la Torre convence a la Marina Argentina de comprar el yate, abonando por el mismo 10 000 pesos moneda nacional. Simultáneamente la Marina compró también el Star Arcturus y, a través de la Escuela Naval el Dragón Pampero, buques con los que compitió el equipo argentino de yachting.
Se utilizó un sistema de competencia a siete regatas, atribuyendo puntos según la posición en cada una (al primero 1142 puntos y al décimo 142 puntos), descartándose la peor. En la primera regata los argentinos salieron terceros (665 pts), detrás de los belgas y los suizos, y seguidos por los estadounidenses. La segunda regata fue ganada por el equipo de Estados Unidos, mientras que un nuevo tercer puesto de los argentinos los colocó en la segunda posición en la general. En la tercera regata, nuevamente los estadounidenses salieron terceros y los argentinos terceros, pero un segundo puesto de los suecos, hizo que éstos se ubicaran segundos en la general, relegando a los argentinos al tercer lugar. La cuarta regata la ganaron los suecos, seguidos por los argentinos y los estadoundienses, manteniéndose las posiciones en la general. La quinta regata fue ganada por los argentinos, con los suecos terceros y los estadounidenses relegados al 8º lugar, pasando los sudamericanos a liderar la general, seguidos de cerca por los suecos. Una mala regata en la sexta para argentinos y suecos, permitió a los estadounidenses tomar el liderazgo en la tabla general. La última regata fue ganada por los argentinos, pero como los estadounidenses salieron segundos, se mantuvieron a la cabeza de la general, ganando la medalla de oro con 5472 puntos. Los argentinos ganaron la de plata con 5120 puntos y los suecos la de bronce con 4033 puntos.
Al terminar competencia Herman Whitton, integrante de la tripulación estadounidense ganadora de la medalla de oro, con un yate diez años más moderno (el Llanoira), se acercó a los argentinos y les dijo:

Los felicito, es increíble como hicieron caminar a este barco.

## Vecino destacado de Vicente López
En 2006, el Concejo Deliberante de Vicente López nombró a Emilio Homps Vecino destacado en el deporte.